# Richard Tee
Richard Tee (24 de noviembre de 1943 - 21 de julio de 1993) fue teclista, cantante y músico de sesión estadounidense. 
Tras trabajar como el pianista de la casa discográfica Motown, Tee pronto se convirtió en miembro del grupo de músicos de sesión especialmente activos en las décadas de 1970 y 1980 en Nueva York. Fue asimismo miembro fundador del grupo Stuff, y miembro, con otros integrantes de esa banda, del Gadd Gang, liderada por Steve Gadd.
Grabó y tocó con muchos de los grandes nombres del jazz y del soul estadounidense, como Aretha Franklin, Quincy Jones, Grover Washington, Jr., George Benson, Stanley Turrentine, Roberta Flack, y Diana Ross, además de artistas de otros géneros, como Patti Austin, George Harrison, Paul Simon y Peter Gabriel.

## Discografía

### cómo líder
- Strokin' (Columbia-Tappan Zee 1979)
- Natural Ingredients (Columbia-Tappan Zee 1980)
- The Best of Richard Tee (Columbia-Tappan Zee 1981)
- Contemporary Piano (DCI 1982)
- The Bottom Line (King Records 1985)
- Inside You (Columbia 1989)
- Real Time (One Voice 1992)
- Bottom Line 2003

### con Hank Crawford
- Mr. Blues Plays Lady Soul (1969)
- Help Me make It Through the Night (1972)
- We Got a Good Thing Goin' (1972)
- Wildflower (1973)

### con George Benson
- Tell It Like It Is (1969)
- Big Boss Band - George Benson with the Count Basie Orchestra - (1990)
- Love Remembers (1993)

### con Grover Washington, Jr.
- Inner City Blues (1971)
- All the King's Horses (1972)
- Soul Box/Vol. 2 (1973)
- Feels So Good (1975)
- Winelight (1980)
- Skylarkin' (1980)
- Come Morning (1981)
- The Best Is Yet to Come (1982)
- In Concert (1982)
- Inside Moves (1984)

### con Cornell Dupree
- Teasin' (1974)
- Coast to Coast (1988)
- Can't Get Through (1991)
- Child's Play (1992)
- Uncle Funky (1992)

### con Stuff
- Stuff (1976)
- More Stuff (1977)
- Stuff It (1978)
- Live Stuff (1978)
- Live In New York (1980)
- East (1981)
- Best Stuff (1981)

### con Steve Gadd/ The Gadd Gang
- Gadd About (1984)
- The Gadd Gang (1986)
- Here & Now (1988)
- Live at Bottom Line (1988)
- Gadd Gang (1991)

### cómo músico de sesión
- Tune In, Turn On to the Hippest Commercials of the 60's (1967) - Benny Golson
- Soul Drums (1968) - Bernard Purdie
- Soul Rebel (1968) - Bob Marley
- Shirley Scott & The Soul Saxes (1969) - Shirley Scott
- I Heard That (1969) - Quincy Jones
- Watch What Happens (1969) - Lena Horne & Agbor Szabo
- Good Vibes (1969) - Gary Burton
- Live at Freddie Jett's Pied Piper (1970) -	Esther Phillips
- Everybody's Talkin' (1970) - King Curtis
- Suite 16 (1970) - Yusef Lateef
- Boys from Dayton (1971) - Snooky Young
- Blacknuss (1971) - Rahsaan Roland Kirk
- Salt Song (1971) - Stanley Turrentine
- Quiet Fire (1971) - Roberta Flack
- Push Push (1971) - Herbie Mann
- Young, Gifted and Black (1972) - Aretha Franklin
- Chuck Rainey Coalition (1972) - Chuck Rainey
- Sweet Buns & Barbecue (1972) - Houston Person
- Soul Is...Pretty Purdie (1972) - Bernard Purdie
- Alone Again (Naturally) (1972) - Esther Phillips
- The Weapon (1972) - David Newman
- The Final Comedown (1972) - Grant Green
- Blues Farm (1973) - Ron Carter
- Your Baby is a Lady (1973) - Jackie DeShannon
- Don't Mess with Mister T. (1973) - Stanley Turrentine
- Abandoned Luncheonette (1973) - Daryl Hall & John Oates
- In the Beginning (1974) - Hubert Laws
- AWB (1974) - Average White Band
- The Disco Kid (1975) - Van McCoy
- Negril (1975) - Eric Gale
- The New York Connection (1975) Tom Scott
- Gone At Last (1975) Paul Simon
- "Lost Generation" (1975) Elliott Murphy
- Thirty Three & 1/3 (1976) - George Harrison
- The Case of the 3 Sided Dream in Audio Color (1976) - Rahsaan Roland Kirk
- Dinner Music (1976) Carla Bley
- End of a Rainbow (1976) Patti Austin
- The Real McCoy (1976) Van McCoy
- The Stranger (1977) Billy Joel
- The Atlantic Family Live in Montreaux 1977
- Multiprication Eric Gale 1978
- Intimate Strangers Tom Scott (1978)
- Warmer Communications (1978) Average White Band
- "The Wiz" (1979) BSO fproduced by Quincy Jones
- One Trick Pony - (1980) Paul Simon
- Apple Juice (1981) Tom Scott
- RIT Lee Ritenour 1981
- "The Concert in Central Park" (1981) Simon and Garfunkel
- Living Eyes (1981) Bee Gees
- Heartbreaker	 (1982) Dionne Warwick
- Blade Runner (1982) (Not OST) in "Memories of Green" song
- Fill Up The Night (1983) Sadao Watanabe
- Hearts and Bones (1983) Paul Simon
- An Innocent Man Billy Joel (1984)
- Universal Rhythm Ralph MacDonald 1984
- Underground (song) David Bowie (1986)
- So Peter Gabriel (1986)
- Streamlines Tom Scott 1987
- Sound Investment Flip Phillips & Scott Hamilton 1987
- Red Hot Rhythm & Blues (1987) Diana Ross
- At Home (1987) Janis Siegel
- The Camera Never Lies (1987) Michael Franks
- Close Up (1988) Dave Sanborn
- At Last (1989) Lou Rawls
- Street Smarts (1989) Eddie Gomez
- Midnight in San Juan (1989) Earl Klugh
- Bottom's Up Victor Bailey (1989)
- Star Time James Brown (1991)
- Upfront David Sanborn (1992)
- Queen of Soul: The Atlantic Recordings Aretha Franklin (1992)
- Legendary Lou Rawls Lou Rawls (1992)
- I'll Take Care of You Cissy Houston/Chuck Jackson (1992)
- Anthology: Down in Birdland Manhattan Transfer (1992)
- Evolution of Herbie Mann'" Herbie Mann (1993)
- Greatest Hits 80-94 Aretha Franklin (1993)
- Instant Soul: Legendary King Curtis King Curtis 1993
- Softly with these Songs: The Best... Roberta Flack 1993
- Friends Can Be Lovers Dionne Warwick (1993)
- Skyline Phil Carmen (1993)